# Tanel
Tanel is een jongensnaam van Estische oorsprong.

## Bekende naamdragers
- Tanel Kangert, Ests wielrenner
- Tanel Padar, Ests zanger